# 雅安厚壳桂
雅安厚壳桂（学名：Cryptocarya yaanica）为樟科厚壳桂属下的一个种。

## 扩展阅读
- 維基物種上的相關：雅安厚壳桂